# Voi ở Thái Lan

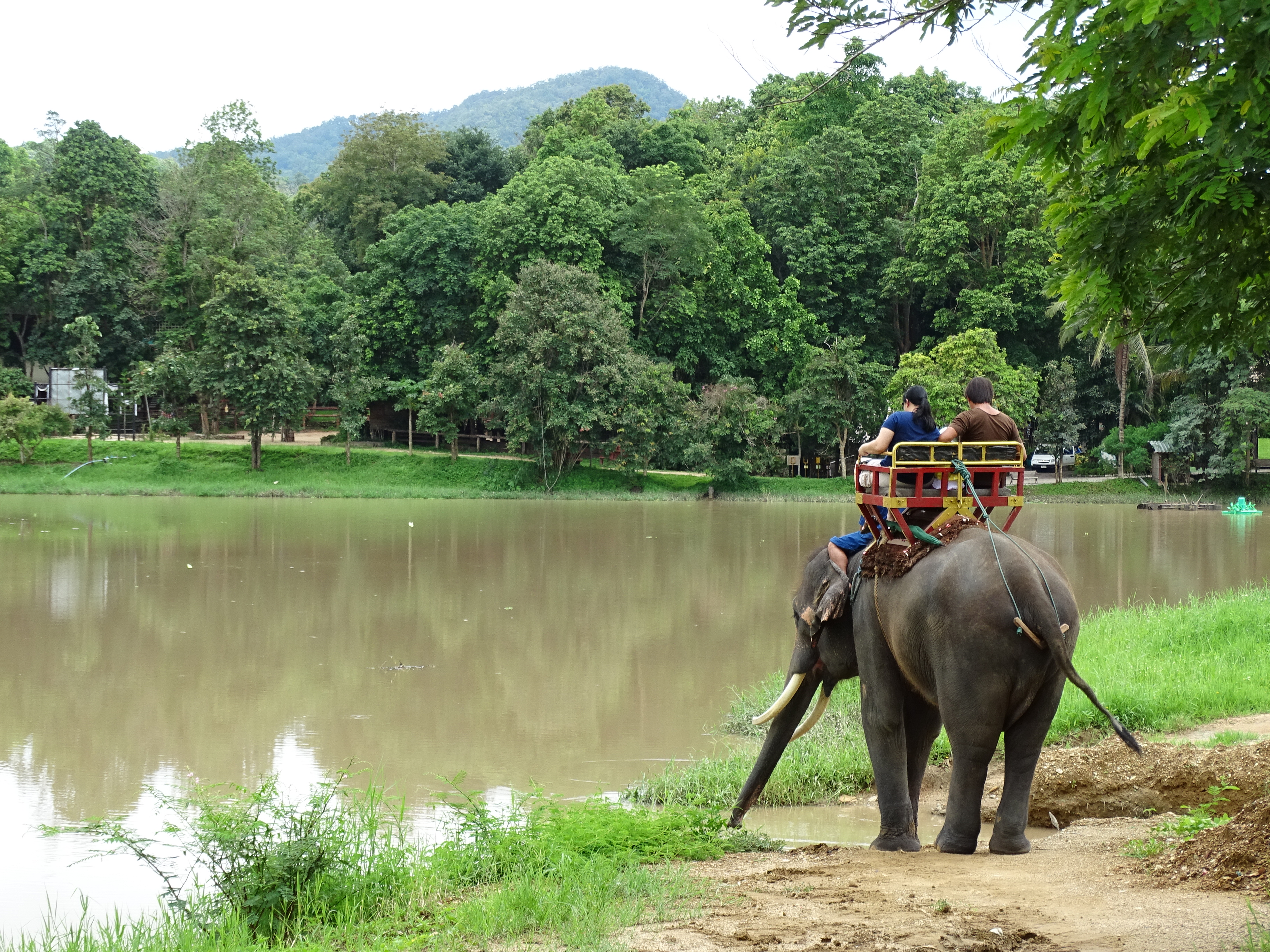
Voi ở Thái Lan trong một tua du lịch

Voi Thái (tiếng Thái: ช้างไทย, chang Thai) là linh vật quốc gia của Thái Lan. Loài voi được tìm thấy ở Thái Lan là voi Ấn Độ (Elephas maximus indicus), một phân loài của voi châu Á. Voi đã đóng góp cho xã hội Thái Lan và là biểu tượng của Thái Lan trong nhiều thế kỉ. Voi có một tác động đáng kể đến văn hóa Thái Lan. Vào đầu thập niên 1900, có khoảng 100.000 cá thể voi được thuần hóa hoặc bắt giữ ở Thái Lan. Vào giữa năm 2007, có khoảng 3.456 con voi thuần hóa còn lại ở Thái Lan và xấp xỉ một nghìn con voi hoang dã. Nó trở thành loài nguy cấp vào năm 1986.

## Mô tả

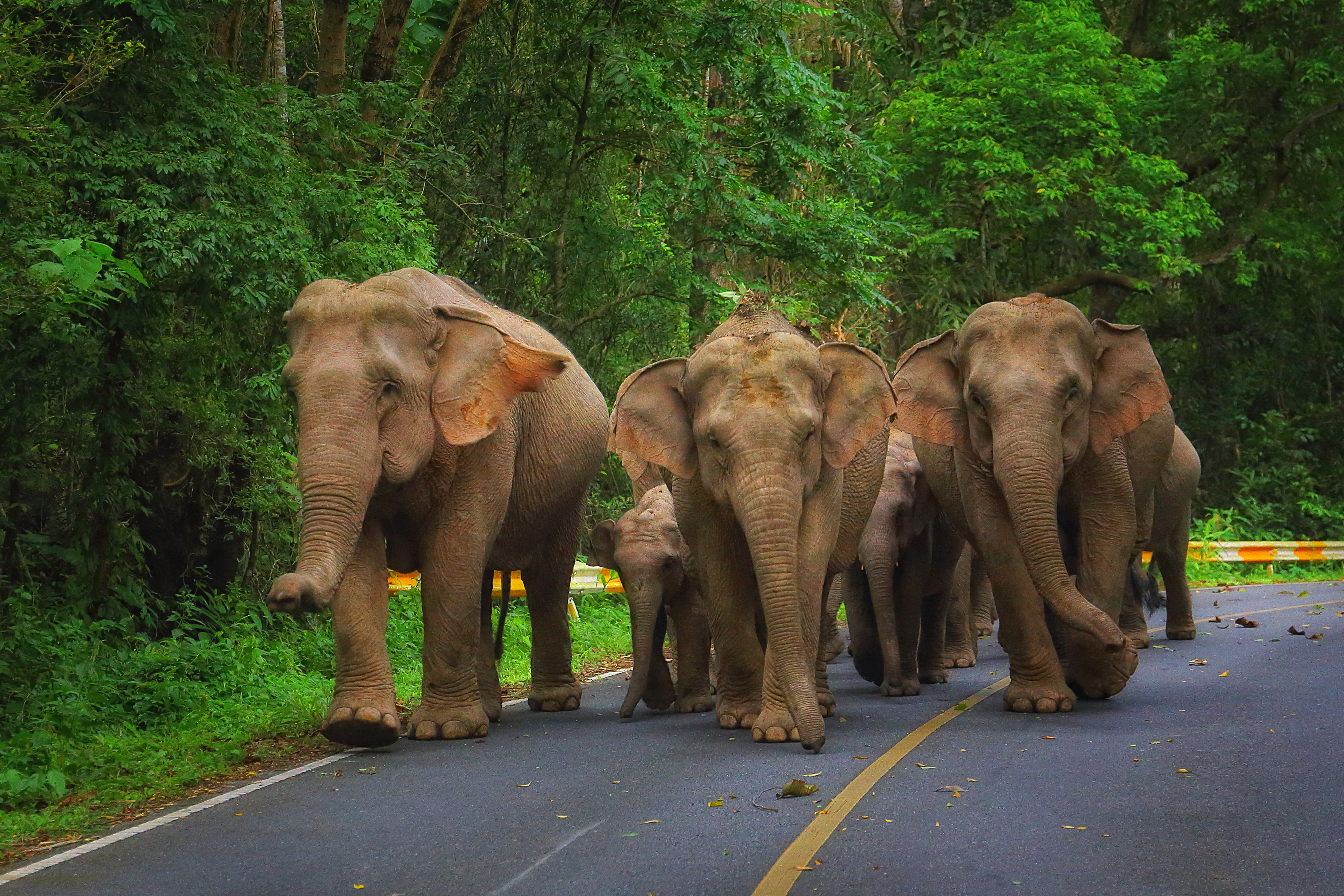
Đàn voi rừng ở Thái Lan

Có hai loài voi gồm Voi châu Phi và voi châu Á, trong đó: Voi châu Á được chia làm bốn phân loài gồm voi Sri Lanka, voi Ấn Độ, voi Sumatra và voi Borneo Voi Thái được phân loại là voi Ấn Độ. Voi Thái có những điểm khác biệt nhỏ so với các phân loài khác của voi Ấn Độ. Chúng nhỏ hơn, có chân trước ngắn hơn và thân hình to bè hơn những voi Ấn Độ khác và voi Thái thường có những vế lấm chấm sẫm màu trước mặt.
Voi là loài ăn thực vật, chúng ăn chuối chín, lá, tre, cành cây và trái cây khác. Ăn uống chiếm khoảng 18 giờ trong một ngày của voi. Chúng ăn từ 100-200 kilogram thực phẩm mỗi ngày Một con voi cái sẽ ăn khoảng 5-6% khối lượng cơ thể chúng một ngày. Một con voi đực sẽ ăn khoảng 4,8%. Như vậy, một con voi cái năng 3000 kilogram sẽ tiêu thụ 168 kg mỗi ngày và một con voi đực nặng 4000 kilogram sẽ tiêu thụ 192 kg mỗi ngày. Voi chỉ hấp thụ được khoảng 40% lượng ăn vào mỗi ngày của chúng, kết quả là lượng phân đến 50–60 kg mỗi ngày. Vì voi sẽ không ăn những thức ăn bị phân của chúng làm bẩn, chúng rất kỹ tính và sẽ giũ sạch thức ăn trước khi cho vào mồm, ngoài ra bản năng của chúng là đi tìm những vùng đất mới nên chúng di chuyển liên tục:14

## Nơi sống

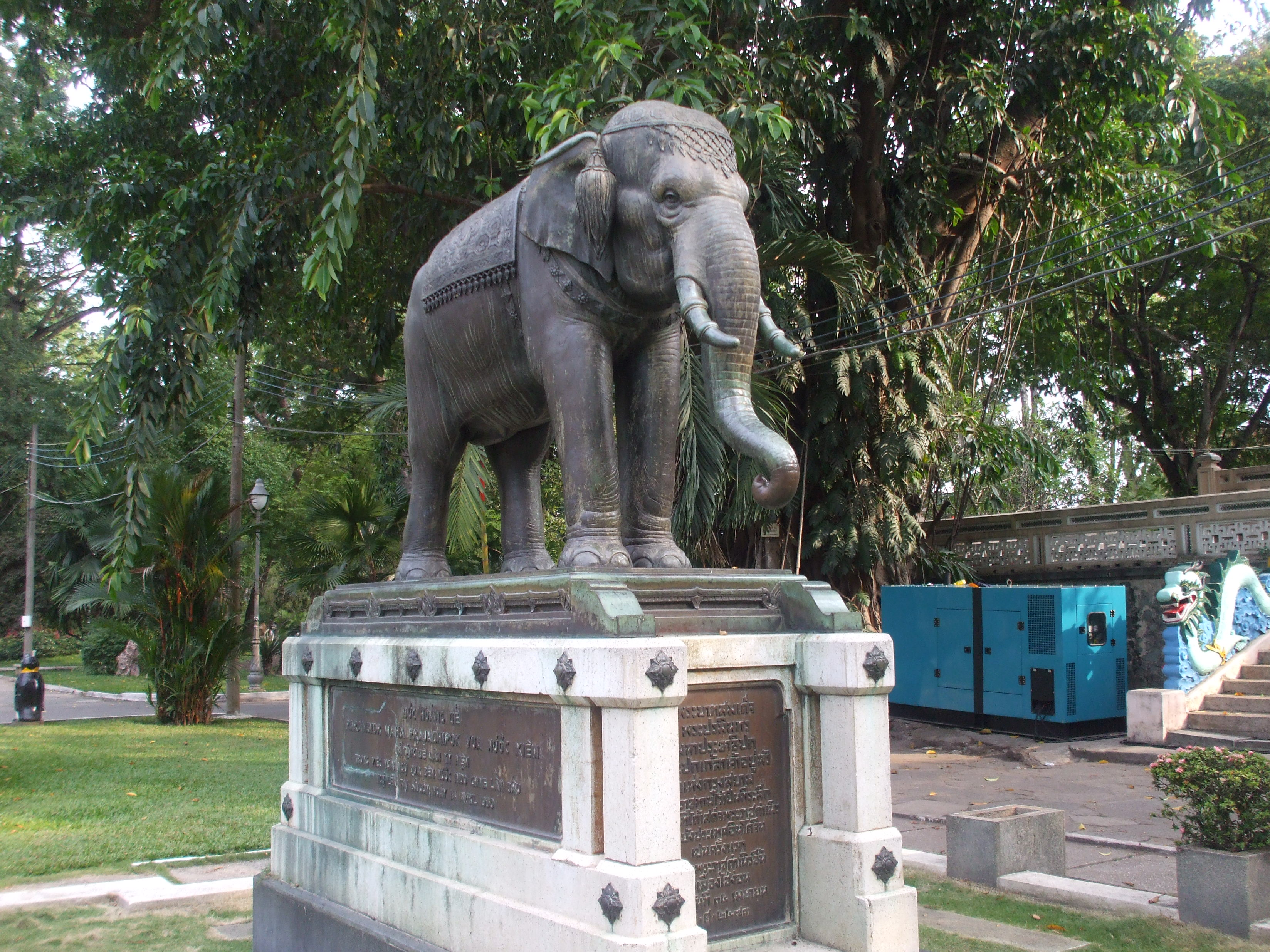
Tượng voi đồng do vua Xiêm tặng cho Việt Nam

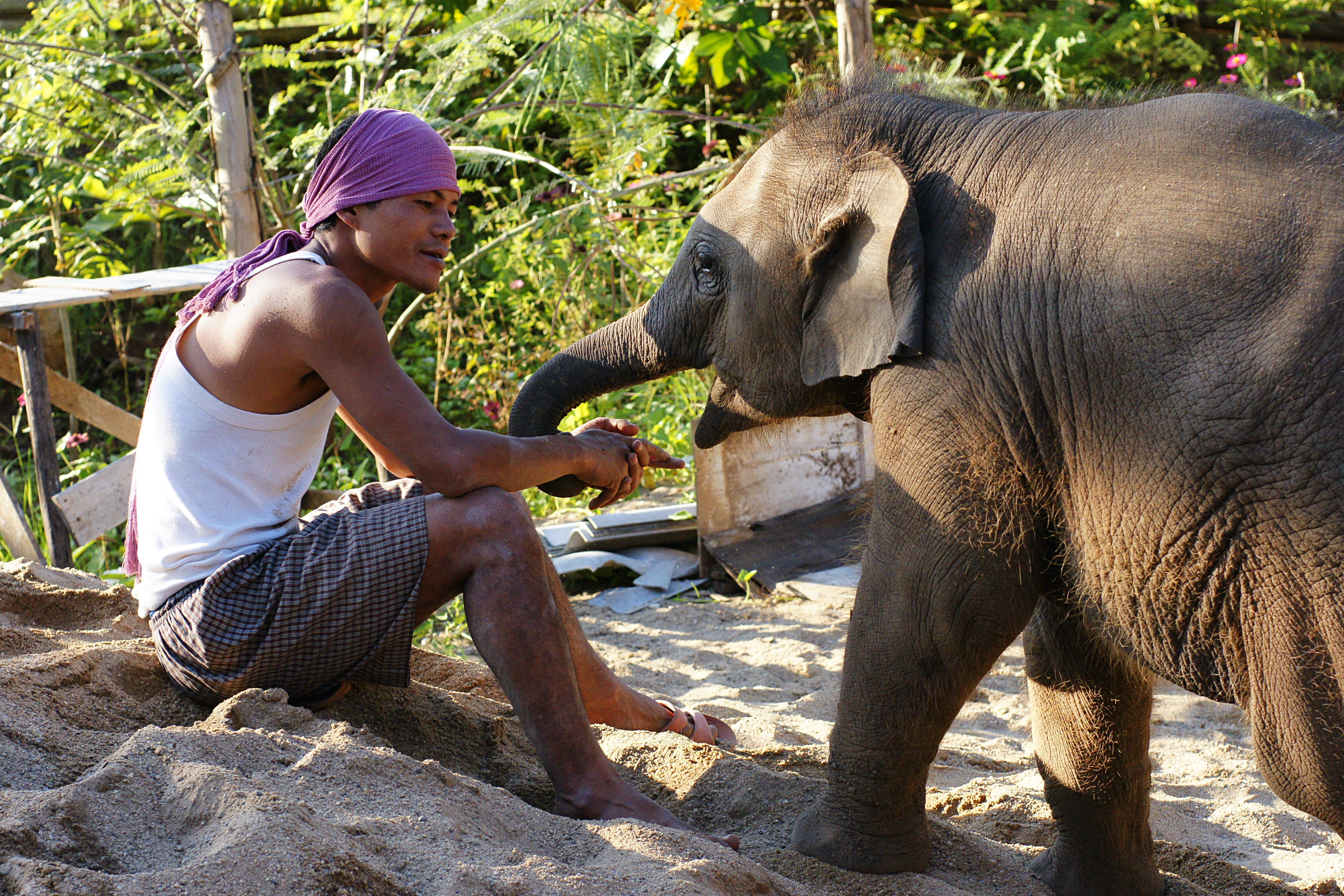
Một quản tượng và chú voi con

Vì chế độ ăn của chúng, nơi sống tự nhiên của voi Thái là rừng nhiệt đới, có thể tìm thấy ở phía bắc và phía tây của Thái Lan: Mae Hong Son, Chumphon, biên giới gần Myanmar (vườn bảo tồn hoang dã Huai Kha Khaeng, vườn quóc gia Erawan Falls), dãy núi Petchabun, dãy núi Dangrek, và miền Nam Thái Lan (Ranong, và Trang). Thái Lan vốn trước kia 90% là rừng. Khai thác gỗ trái phép và nông nghiệp đã là diện tích rừng bao phủ giảm mạnh mẽ. Diện tích rừng bao phủ chỉ còn 31,6 phần trăm vào năm 2015. Điều đó nghĩa là cái chết cho voi Thái, dẫn đến sự sụt giảm số lượng của loài động vật này, đưa chúng thành loài nguy cấp.